# EPrix van Jakarta 2023
De ePrix van Jakarta 2023 werd gehouden over twee races op 3 en 4 juni 2023 op het Jakarta International ePrix Circuit. Dit waren de tiende en elfde race van het negende Formule E-seizoen.
De eerste race werd gewonnen door Porsche-coureur Pascal Wehrlein, die zijn derde zege van het seizoen behaalde. Jake Dennis werd voor Andretti tweede, terwijl Maserati-rijder Maximilian Günther, die vanaf pole position startte, als derde eindigde.
De tweede race werd gewonnen door Maximilian Günther, die opnieuw vanaf pole position startte en zijn eerste zege sinds de ePrix van New York 2021 behaalde. Dennis werd opnieuw tweede en behaalde zo zijn vierde opeenvolgende podiumfinish, en Jaguar-rijder Mitch Evans eindigde op de derde plaats.

## Race 1

### Kwalificatie

#### Groepsfase
De top vier uit iedere groep kwalificeerde zich voor de knockoutfase.
Groep A
| Pos | No | Coureur             | Team             | Tijd     |
| --- | -- | ------------------- | ---------------- | -------- |
| 1   | 27 | Jake Dennis         | Andretti-Porsche | 1:09.013 |
| 2   | 1  | Stoffel Vandoorne   | DS               | 1:09.108 |
| 3   | 25 | Jean-Éric Vergne    | DS               | 1:09.205 |
| 4   | 4  | Robin Frijns        | Abt-Mahindra     | 1:09.271 |
| 5   | 37 | Nick Cassidy        | Envision-Jaguar  | 1:09.273 |
| 6   | 23 | Sacha Fenestraz     | Nissan           | 1:09.333 |
| 7   | 33 | Dan Ticktum         | NIO              | 1:09.339 |
| 8   | 10 | Sam Bird            | Jaguar           | 1:09.410 |
| 9   | 3  | Sérgio Sette Câmara | NIO              | 1:09.645 |
| 10  | 5  | Jake Hughes         | McLaren-Nissan   | 1:09.933 |
| 11  | 8  | Roberto Merhi       | Mahindra         | 1:10.560 |

Groep B
| Pos | No | Coureur                | Team             | Tijd     |
| --- | -- | ---------------------- | ---------------- | -------- |
| 1   | 7  | Maximilian Günther     | Maserati         | 1:08.837 |
| 2   | 94 | Pascal Wehrlein        | Porsche          | 1:08.866 |
| 3   | 58 | René Rast              | McLaren-Nissan   | 1:09.025 |
| 4   | 48 | Edoardo Mortara        | Maserati         | 1:09.135 |
| 5   | 51 | Nico Müller            | Abt-Mahindra     | 1:09.191 |
| 6   | 9  | Mitch Evans            | Jaguar           | 1:09.202 |
| 7   | 16 | Sébastien Buemi        | Envision-Jaguar  | 1:09.216 |
| 8   | 13 | António Félix da Costa | Porsche          | 1:09.280 |
| 9   | 17 | Norman Nato            | Nissan           | 1:09.405 |
| 10  | 36 | David Beckmann         | Andretti-Porsche | 1:09.470 |
| 11  | 11 | Lucas di Grassi        | Mahindra         | 1:09.562 |

#### Knockoutfase
De combinatie letter/cijfer staat voor de groep waarin de betreffende coureur uitkwam en de positie die hij in deze groep behaalde.
|  | Kwartfinale        | Kwartfinale        |                  |          | Halve finale | Halve finale |  |  | Finale | Finale |
|  |                    |                    |                  |          |              |              |  |  |        |        |
|  |                    |                    |                  |          |              |              |  |  |        |        |
|  | A3-A2              |                    |                  |          |              |              |  |  |        |        |
|  |                    |                    |                  |          |              |              |  |  |        |        |
|  | Jean-Éric Vergne   | 1:08.510           |                  |          |              |              |  |  |        |        |
|  | Jean-Éric Vergne   | 1:08.510           | K1-K2            |          |              |              |  |  |        |        |
|  | Stoffel Vandoorne  | 1:08.588           |                  |          |              |              |  |  |        |        |
|  | Stoffel Vandoorne  | 1:08.588           | Jean-Éric Vergne | 1:08.740 |              |              |  |  |        |        |
|  | A4-A1              |                    | Jean-Éric Vergne | 1:08.740 |              |              |  |  |        |        |
|  |                    | Jake Dennis        | 1:08.381         |          |              |              |  |  |        |        |
|  | Robin Frijns       | Jake Dennis        | 1:08.381         | 1:08.957 |              |              |  |  |        |        |
|  | Robin Frijns       |                    | H1-H2            | 1:08.957 |              |              |  |  |        |        |
|  | Jake Dennis        | 1:08.477           |                  |          |              |              |  |  |        |        |
|  | Jake Dennis        | 1:08.477           | Jake Dennis      | 1:08.482 |              |              |  |  |        |        |
|  | B3-B2              |                    | Jake Dennis      | 1:08.482 |              |              |  |  |        |        |
|  |                    | Maximilian Günther | 1:08.141         |          |              |              |  |  |        |        |
|  | René Rast          | Maximilian Günther | 1:08.141         | 1:09.205 |              |              |  |  |        |        |
|  | René Rast          | K3-K4              |                  | 1:09.205 |              |              |  |  |        |        |
|  | Pascal Wehrlein    | 1:08.549           |                  |          |              |              |  |  |        |        |
|  | Pascal Wehrlein    | 1:08.549           | Pascal Wehrlein  | 1:08.646 |              |              |  |  |        |        |
|  | B4-B1              |                    | Pascal Wehrlein  | 1:08.646 |              |              |  |  |        |        |
|  |                    | Maximilian Günther | 1:08.271         |          |              |              |  |  |        |        |
|  | Edoardo Mortara    | Maximilian Günther | 1:08.271         | 1:08.704 |              |              |  |  |        |        |
|  | Edoardo Mortara    |                    |                  | 1:08.704 |              |              |  |  |        |        |
|  | Maximilian Günther | 1:08.402           |                  |          |              |              |  |  |        |        |
|  | Maximilian Günther | 1:08.402           |                  |          |              |              |  |  |        |        |

#### Startopstelling
| Pos | No | Coureur                | Team             |
| --- | -- | ---------------------- | ---------------- |
| 1   | 7  | Maximilian Günther     | Maserati         |
| 2   | 27 | Jake Dennis            | Andretti-Porsche |
| 3   | 94 | Pascal Wehrlein        | Porsche          |
| 4   | 25 | Jean-Éric Vergne       | DS               |
| 5   | 1  | Stoffel Vandoorne      | DS               |
| 6   | 48 | Edoardo Mortara        | Maserati         |
| 7   | 4  | Robin Frijns           | Abt-Mahindra     |
| 8   | 58 | René Rast              | McLaren-Nissan   |
| 9   | 51 | Nico Müller            | Abt-Mahindra     |
| 10  | 37 | Nick Cassidy           | Envision-Jaguar  |
| 11  | 9  | Mitch Evans            | Jaguar           |
| 12  | 23 | Sacha Fenestraz        | Nissan           |
| 13  | 16 | Sébastien Buemi        | Envision-Jaguar  |
| 14  | 33 | Dan Ticktum            | NIO              |
| 15  | 13 | António Félix da Costa | Porsche          |
| 16  | 10 | Sam Bird               | Jaguar           |
| 17  | 17 | Norman Nato            | Nissan           |
| 18  | 3  | Sérgio Sette Câmara    | NIO              |
| 19  | 36 | David Beckmann         | Andretti-Porsche |
| 20  | 5  | Jake Hughes            | McLaren-Nissan   |
| 21  | 11 | Lucas di Grassi        | Mahindra         |
| 22  | 8  | Roberto Merhi          | Mahindra         |

### Race
| Pos | No | Coureur                | Team             | Rondes | Tijd/Oorzaak uitval | Grid | Punten |
| --- | -- | ---------------------- | ---------------- | ------ | ------------------- | ---- | ------ |
| 1   | 94 | Pascal Wehrlein        | Porsche          | 36     | 42:21.995           | 3    | 25     |
| 2   | 27 | Jake Dennis            | Andretti-Porsche | 36     | +0.477              | 2    | 18     |
| 3   | 7  | Maximilian Günther     | Maserati         | 36     | +1.413              | 1    | 18     |
| 4   | 1  | Stoffel Vandoorne      | DS               | 36     | +3.871              | 5    | 12     |
| 5   | 25 | Jean-Éric Vergne       | DS               | 36     | +4.986              | 4    | 10     |
| 6   | 48 | Edoardo Mortara        | Maserati         | 36     | +5.587              | 6    | 8      |
| 7   | 37 | Nick Cassidy           | Envision-Jaguar  | 36     | +5.982              | 10   | 7      |
| 8   | 13 | António Félix da Costa | Porsche          | 36     | +20.136             | 15   | 4      |
| 9   | 4  | Robin Frijns           | Abt-Mahindra     | 36     | +21.687             | 7    | 2      |
| 10  | 5  | Jake Hughes            | McLaren-Nissan   | 36     | +23.356             | 20   | 1      |
| 11  | 51 | Nico Müller            | Abt-Mahindra     | 36     | +23.792             | 9    |        |
| 12  | 17 | Norman Nato            | Nissan           | 36     | +25.162             | 17   |        |
| 13  | 33 | Dan Ticktum            | NIO              | 36     | +28.824             | 14   |        |
| 14  | 11 | Lucas di Grassi        | Mahindra         | 36     | +29.495             | 21   |        |
| 15  | 58 | René Rast              | McLaren-Nissan   | 36     | +30.002             | 8    |        |
| 16  | 36 | David Beckmann         | Andretti-Porsche | 36     | +31.079             | 19   |        |
| 17  | 3  | Sérgio Sette Câmara    | NIO              | 36     | +32.102             | 18   |        |
| 18  | 8  | Roberto Merhi          | Mahindra         | 36     | +46.662             | 22   |        |
| 19  | 23 | Sacha Fenestraz        | Nissan           | 36     | +48.822             | 12   |        |
| 20  | 10 | Sam Bird               | Jaguar           | 36     | +1:14.072           | 16   |        |
| 21  | 16 | Sébastien Buemi        | Envision-Jaguar  | 36     | +1:18.081           | 13   |        |
| DNF | 9  | Mitch Evans            | Jaguar           | 33     | Schade ongeluk      | 11   |        |

## Race 2

### Kwalificatie

#### Groepsfase
De top vier uit iedere groep kwalificeerde zich voor de knockoutfase.
Groep A
| Pos | No | Coureur         | Team             | Tijd     |
| --- | -- | --------------- | ---------------- | -------- |
| 1   | 27 | Jake Dennis     | Andretti-Porsche | 1:08.434 |
| 2   | 23 | Sacha Fenestraz | Nissan           | 1:08.472 |
| 3   | 9  | Mitch Evans     | Jaguar           | 1:08.521 |
| 4   | 5  | Jake Hughes     | McLaren-Nissan   | 1:08.600 |
| 5   | 37 | Nick Cassidy    | Envision-Jaguar  | 1:08.623 |
| 6   | 17 | Norman Nato     | Nissan           | 1:08.681 |
| 7   | 10 | Sam Bird        | Jaguar           | 1:08.792 |
| 8   | 58 | René Rast       | McLaren-Nissan   | 1:08.805 |
| 9   | 36 | David Beckmann  | Andretti-Porsche | 1:08.840 |
| 10  | 33 | Dan Ticktum     | NIO              | 1:08.904 |
| 11  | 4  | Robin Frijns    | Abt-Mahindra     | 1:08.937 |

Groep B
| Pos | No | Coureur                | Team            | Tijd     |
| --- | -- | ---------------------- | --------------- | -------- |
| 1   | 7  | Maximilian Günther     | Maserati        | 1:08.416 |
| 2   | 48 | Edoardo Mortara        | Maserati        | 1:08.424 |
| 3   | 94 | Pascal Wehrlein        | Porsche         | 1:08.516 |
| 4   | 1  | Stoffel Vandoorne      | DS              | 1:08.602 |
| 5   | 25 | Jean-Éric Vergne       | DS              | 1:08.603 |
| 6   | 13 | António Félix da Costa | Porsche         | 1:08.609 |
| 7   | 16 | Sébastien Buemi        | Envision-Jaguar | 1:08.733 |
| 8   | 3  | Sérgio Sette Câmara    | NIO             | 1:08.796 |
| 9   | 51 | Nico Müller            | Abt-Mahindra    | 1:08.924 |
| 10  | 11 | Lucas di Grassi        | Mahindra        | 1:09.048 |
| 11  | 8  | Roberto Merhi          | Mahindra        | 1:09.489 |

#### Knockoutfase
De combinatie letter/cijfer staat voor de groep waarin de betreffende coureur uitkwam en de positie die hij in deze groep behaalde.
|  | Kwartfinale        | Kwartfinale        |                 |          | Halve finale | Halve finale |  |  | Finale | Finale |
|  |                    |                    |                 |          |              |              |  |  |        |        |
|  |                    |                    |                 |          |              |              |  |  |        |        |
|  | A3-A2              |                    |                 |          |              |              |  |  |        |        |
|  |                    |                    |                 |          |              |              |  |  |        |        |
|  | Mitch Evans        | 1:08.229           |                 |          |              |              |  |  |        |        |
|  | Mitch Evans        | 1:08.229           | K1-K2           |          |              |              |  |  |        |        |
|  | Sacha Fenestraz    | 1:08.664           |                 |          |              |              |  |  |        |        |
|  | Sacha Fenestraz    | 1:08.664           | Mitch Evans     | 1:08.077 |              |              |  |  |        |        |
|  | A4-A1              |                    | Mitch Evans     | 1:08.077 |              |              |  |  |        |        |
|  |                    | Jake Dennis        | 1:08.076        |          |              |              |  |  |        |        |
|  | Jake Hughes        | Jake Dennis        | 1:08.076        | 1:08.962 |              |              |  |  |        |        |
|  | Jake Hughes        |                    | H1-H2           | 1:08.962 |              |              |  |  |        |        |
|  | Jake Dennis        | 1:08.313           |                 |          |              |              |  |  |        |        |
|  | Jake Dennis        | 1:08.313           | Jake Dennis     | 1:08.338 |              |              |  |  |        |        |
|  | B3-B2              |                    | Jake Dennis     | 1:08.338 |              |              |  |  |        |        |
|  |                    | Maximilian Günther | 1:07.753        |          |              |              |  |  |        |        |
|  | Pascal Wehrlein    | Maximilian Günther | 1:07.753        | 1:08.450 |              |              |  |  |        |        |
|  | Pascal Wehrlein    | K3-K4              |                 | 1:08.450 |              |              |  |  |        |        |
|  | Edoardo Mortara    | 1:08.245           |                 |          |              |              |  |  |        |        |
|  | Edoardo Mortara    | 1:08.245           | Edoardo Mortara | 1:08.443 |              |              |  |  |        |        |
|  | B4-B1              |                    | Edoardo Mortara | 1:08.443 |              |              |  |  |        |        |
|  |                    | Maximilian Günther | 1:08.101        |          |              |              |  |  |        |        |
|  | Stoffel Vandoorne  | Maximilian Günther | 1:08.101        | 1:08.289 |              |              |  |  |        |        |
|  | Stoffel Vandoorne  |                    |                 | 1:08.289 |              |              |  |  |        |        |
|  | Maximilian Günther | 1:07.939           |                 |          |              |              |  |  |        |        |
|  | Maximilian Günther | 1:07.939           |                 |          |              |              |  |  |        |        |

#### Startopstelling
| Pos | No | Coureur                | Team             |
| --- | -- | ---------------------- | ---------------- |
| 1   | 7  | Maximilian Günther     | Maserati         |
| 2   | 27 | Jake Dennis            | Andretti-Porsche |
| 3   | 9  | Mitch Evans            | Jaguar           |
| 4   | 48 | Edoardo Mortara        | Maserati         |
| 5   | 1  | Stoffel Vandoorne      | DS               |
| 6   | 94 | Pascal Wehrlein        | Porsche          |
| 7   | 23 | Sacha Fenestraz        | Nissan           |
| 8   | 5  | Jake Hughes            | McLaren-Nissan   |
| 9   | 25 | Jean-Éric Vergne       | DS               |
| 10  | 37 | Nick Cassidy           | Envision-Jaguar  |
| 11  | 13 | António Félix da Costa | Porsche          |
| 12  | 17 | Norman Nato            | Nissan           |
| 13  | 16 | Sébastien Buemi        | Envision-Jaguar  |
| 14  | 10 | Sam Bird               | Jaguar           |
| 15  | 3  | Sérgio Sette Câmara    | NIO              |
| 16  | 58 | René Rast              | McLaren-Nissan   |
| 17  | 51 | Nico Müller            | Abt-Mahindra     |
| 18  | 36 | David Beckmann         | Andretti-Porsche |
| 19  | 11 | Lucas di Grassi        | Mahindra         |
| 20  | 33 | Dan Ticktum            | NIO              |
| 21  | 8  | Roberto Merhi          | Mahindra         |
| 22  | 4  | Robin Frijns           | Abt-Mahindra     |

### Race
| Pos | No | Coureur                | Team             | Rondes | Tijd/Oorzaak uitval | Grid | Punten |
| --- | -- | ---------------------- | ---------------- | ------ | ------------------- | ---- | ------ |
| 1   | 7  | Maximilian Günther     | Maserati         | 38     | 44:57.285           | 1    | 28     |
| 2   | 27 | Jake Dennis            | Andretti-Porsche | 38     | +2.822              | 2    | 19     |
| 3   | 9  | Mitch Evans            | Jaguar           | 38     | +18.498             | 3    | 15     |
| 4   | 23 | Sacha Fenestraz        | Nissan           | 38     | +19.307             | 7    | 12     |
| 5   | 17 | Norman Nato            | Nissan           | 38     | +19.924             | 12   | 10     |
| 6   | 94 | Pascal Wehrlein        | Porsche          | 38     | +20.108             | 6    | 8      |
| 7   | 13 | António Félix da Costa | Porsche          | 38     | +20.521             | 11   | 6      |
| 8   | 48 | Edoardo Mortara        | Maserati         | 38     | +20.996             | 4    | 4      |
| 9   | 1  | Stoffel Vandoorne      | DS               | 38     | +26.630             | 5    | 2      |
| 10  | 16 | Sébastien Buemi        | Envision-Jaguar  | 38     | +27.273             | 13   | 1      |
| 11  | 33 | Dan Ticktum            | NIO              | 38     | +28.614             | 20   |        |
| 12  | 51 | Nico Müller            | Abt-Mahindra     | 38     | +28.787             | 17   |        |
| 13  | 4  | Robin Frijns           | Abt-Mahindra     | 38     | +29.125             | 22   |        |
| 14  | 11 | Lucas di Grassi        | Mahindra         | 38     | +29.530             | 19   |        |
| 15  | 58 | René Rast              | McLaren-Nissan   | 38     | +30.670             | 16   |        |
| 16  | 25 | Jean-Éric Vergne       | DS               | 38     | +56.598             | 9    |        |
| 17  | 8  | Roberto Merhi          | Mahindra         | 38     | +1:06.645           | 21   |        |
| 18  | 37 | Nick Cassidy           | Envision-Jaguar  | 38     | +1:06.879           | 10   |        |
| DNF | 5  | Jake Hughes            | McLaren-Nissan   | 36     | Uitgevallen         | 8    |        |
| DNF | 36 | David Beckmann         | Andretti-Porsche | 5      | Schade ongeluk      | 18   |        |
| DNS | 10 | Sam Bird               | Jaguar           | 0      | Technisch           | 14   |        |
| DNS | 3  | Sérgio Sette Câmara    | NIO              | 0      | Elektrisch          | 15   |        |

## Tussenstanden wereldkampioenschap

### Coureurs
| Positie | No. | Rijder                 | Team             | Punten |
| ------- | --- | ---------------------- | ---------------- | ------ |
| 01      | 94  | Pascal Wehrlein        | Porsche          | 134    |
| 02      | 27  | Jake Dennis            | Andretti-Porsche | 133    |
| 03      | 37  | Nick Cassidy           | Envision-Jaguar  | 128    |
| 04      | 9   | Mitch Evans            | Jaguar           | 109    |
| 05      | 25  | Jean-Éric Vergne       | DS               | 97     |
| 06      | 13  | António Félix da Costa | Porsche          | 78     |
| 07      | 7   | Maximilian Günther     | Maserati         | 70     |
| 08      | 10  | Sam Bird               | Jaguar           | 62     |
| 09      | 16  | Sébastien Buemi        | Envision-Jaguar  | 62     |
| 10      | 5   | Jake Hughes            | McLaren-Nissan   | 46     |

### Constructeurs
| Positie | Team             | Punten |
| ------- | ---------------- | ------ |
| 01      | Porsche          | 212    |
| 02      | Envision-Jaguar  | 190    |
| 03      | Jaguar           | 171    |
| 04      | Andretti-Porsche | 156    |
| 05      | DS               | 139    |
| 06      | Maserati         | 87     |
| 07      | McLaren-Nissan   | 86     |
| 08      | Nissan           | 52     |
| 09      | NIO              | 28     |
| 10      | Mahindra         | 27     |